# Површински коп Поље "Д"
Површински коп Поље "Д" је највећи и најпродуктивнији коп у склопу Рударског басена „Колубара“ на коме се врши експлоатација лигнита.

## Површински коп Поље "Д"
Рударски басен Колубарa највеће је од 11 Привредних друштава у саставу Електропривреде Србије. Уједно је и највећи угљенокоп у земљи, који запошљава нешто преко десет хиљада људи. Налази се у западном делу Србије, у средњем и доњем току реке Колубаре и њених притока Пештана, Турије, Уба, Тамнаве и Кладнице. По оси исток-запад дуг је око 55 километара, док је оса север-југ дужине 15 километара.
   У оквиру укупне површине Басена од око 600 квадратних километара, површини под угљем припада само око 167 квадратних километара, док остали делови представљају јалове-стерилне зоне са аспекта угља.
  Источни део Рударског басена „Колубара“ смештен је између реке Турије, Пештана и Колубаре и према степену истражености и припремљености за површинску експлоатацију угља подељен је на десет геолошко-економских целина (лежишта) и то: „А“, „Б“, „Ц“, „Д“, „Е“, „Ф“, „Г“, „Велики Црљени“, и „Шопић-Лазаревац“.
  Морфолошки, Басен је представљен претежно равничарским и благо заталасаним тереном са просечном надморском висином од око 150 метара, док се у деловима алувијалних равни реке Колубаре и притока, коте терена испод 90 м.н.в.
  Рударски басен „Колубара“ највећи је произвођач  угља у Србији, са годишњом производњом између 25 и 30 милиона тона (око 70% укупне производње угља у земљи). Највећи део производње угља (око 90%) сагорева у Термоелектранама „Никола Тесла“ у Обреновцу и „Колубара“ у Великим Црљенима, укупне снаге око 3.100 мегавата. Из колубарског угља годишње се произведе око 17 милијарди киловатасати електричне енергије. Истовремено се за потребе индустрије и широке потрошње преради око 600 хиљада тона сушеног и око милион тона сировог комадног угља. Лигнит је један од главних горива за производњу електричне енергије у оквиру дугорочних планова развоја ЕПС-а. Према званичним проценама Рударски басен  „Колубара“ има још 2.100.000.000 тона лигнита на располагању у својим подземним слојевима. У зависности од динамике истраживања, Колубара ће како се очекује производити угаљ за још 50 година.

## Улога и значај Поља „Д“ у Рударском басену „Колубара“
Оно што је по значају и величини Рударски басен „Колубара“ за „Електропривреду Србије“, то је Поље „Д“ за „Колубару“, највећи и најпродуктивнији коп.
Од 1966. године до данас на њему је ископано тона лигнита и кубних метара откривке, која се откопава од 1961. године. Практично свака друга тона лигнита из које се у термоелектранама произведе електрична енергија, потиче са овог копа. Година 1990. била је рекордна у производњи угља, са остварених 15.958.401 тона лигнита, а 1991. године остварена је рекордна производња откривке од 46.432.593 кубика.
  Данас се производња одвија на два угљена система.Један БТУ (багер-трака-утовар) ради на старој угљеној етажи према Вреоцима, а други БТС измештен је и ради у јужном делу Поља „Д“, откопавајући угљени слој у зони Поља „Е“. До децембра 2010. године, јаловина је откопавана на седам, сада се откопава на шест јаловинских система, који су измештени на источну страну угљенокопа.
  Производње не би било без великих и малих машина, али ни без људи који на њима раде. Поље „Д“ су и радионице за одржавање багера, радионице за трачне транспортере и вулканизерска радионица. Мноштво врсних инжењера рударске, машинске и електро струке, способних мајстора, багериста, вожача, помоћних радника. Свакодневно пут овог копа, на своја радна места одлази око 2000 запослених радника.

## Историјат истраживања
Геолошка испитивања подручја на коме се простире Поље „Д“ започела су 1936. године, када је изведено око 460 бушотина. Истраживања су посебно интезивирана у периоду од 1956. до 1960. године. У то време урађено је нових 277 бушотина и почеле су припреме геолошких подлога за израду првог инвестиционог програма Поља „Д“. У првој фази, био је предвиђе развој до капацитета од близу пет милиона тона угља годишње, уз могућност проширења на читавих осам милиона тона.
   За пет деценија истраживања резерви угља на Пољу „Д“, урађено је више од 600 бушотина укупне дужине од око 54 километара. Детаљне анализе земљишта показале су да је лежиште лигнита на овом простору настало претежно од мочварне вегетације, а састав терена чине палеозојске творевине, вулканске стене, квартарни и неогени седименти.
  Испитивањима је утврђено да се угљени слој, који представља јединствену наслагу релативно велике дебљине, налази углавном на дубини између 40 и 125 метара, а на појединим лежиштима чак и на 175 метара.
  Лабораторијска испитивања узорака угља из многобројних бушотина, показала су да се топлота сагоревања лигнита из овог лежишта креће од 10.907 КЈ/кг до 12.455 КЈ/кг. Такође, утврђено је да квалитет угља од дна ка површини (од подине према повлати) углавном расте. Главни угљени слој претежно је дрвенастог типа, што значи да су његови повлатни делови погодни за гасификацију, брикетирање и прављење нискотемпературног кокса.
  Изнад главног слоја угља налазе се разне наслаге, од којих је посебно интересантан кварцни песак, који је добар сакупљач воде. Као сировина, кварцни песак користи се у грађевинарству, у индустрији одливака. стакла итд. Према резервама које су процењене на неколико десетина милиона тона, може се закључити да ће експлоатација кварцног песка трајати док и копање угља на Пољу „Д“. Вреди споменути и податак да су укупне резерве лигнита на Пољу „Д“, пре почетка његове експлоатације, процењене на 625 милиона тона.

## Одлука о оснивању
Радови на отварању Поља „Д“ започети су на основу Одлуке коју је 17. марта 1961. године донео Раднички савет Рударског басена „Колубара“. Њом су одобрена средства из слободне амортизације у висини од 960.446.000 ондашњих динара и омогућено ангажовање „вишка радне снаге“ и располозиве механизације са Поља „Б“ (багера, булдозера, локомотива, вагона за јаловину, колосека...). Тако су створени основни основни предуслови за отварање овог угљенокопа,који врло брзо постаје највећи у тадашњој Југославији. 
  Инвестициони план за отварање Поља „Д“ којим је била предвиђена производња од 4,8 милиона тона угља, урадили су „Колубарини“ стручњаци у сарадњи са професорима Рударског факултета из Београда.
  Захваљујући разумевању мештана Барошевца и Зеока, који су за потребе копа уступили своје поседе пре добијања решења и новчане накнаде, урађења је и експропијација много веће површине него што је било предвиђено.
  Током 1961. године, на Поље „Д“ било је запослено 229 радника, а откопано је 109.300 кубика јаловине. Следеће године, започета је откривка на котама 160, 150 и 140, као и радови на путу Вреоци-Рудовци. Такође, постављена је монтажа бакра за магацин и масинску радионицу.
   И током наредних година, радови на Пољу „Д“ одвијали су се према утврђеном плану.Већ 1965. године откопано је нешто мање от три милиона кубина јаловине, а број запослених се повећао на 494. Следеће године произведене су прве тоне угља. У аналима ће остати забележено да су 1966. године багери ископали 174.153 тона угља и 2.338.000 кубика откривке.
  Данас,после пола века постојања Поља „Д“ се сврстава међу највеће угљенокопе у Европи. До 2009. године, производња је била 14 милиона тона угља годишње, а затим се смањује због нерешиве експропијације у зони насељеног места Вреоци.

## Лежиште угља Поља „Д“

### Положај, геолошка грађа и структурне карактеристике лежишта
Поље „Д“ са својом површином од 20 квадратних километара некада је заузимало највећи део источне површине „Колубарског“ угљоносног басена. Преостала површина лежишта је око 7 квадратних километара. Северна граница лежишта је природна, представљена исклињавањем и ерозијом главног угљеног слоја у зони волујачког хорста. Западна граница на простору насеља Вреоци представља природан наставак у лежиште Поље „Г“, а јужна у зони насеља Медошевац и Зеоке у Поље „Е“. Источну границу представља отворени фронт радова на постојећем откопу угља. 
  Рељеф овог простора је брежуљкаст, благо заталаса и испресецан дубоким долинама. Терен са навишом котом налази се на крајњем северном делу лежишта и има апсолутну коту 170 метара.Најнижа кота терена је према јужној граници и износи 120 м.н.в.
  Морфолошки, рудно тело се јавља у виду континуалног плочастог слоја (главни угљени слој). Повлатни угљени слој је еродован. Угљени слој је субхоризонталан генералног правца пружања запад-исток и залеже у облику плитке асиметричне синклинале са благим тоњењем ка западу под углом од 3-5°. На северу је константовано повијање угљеног слоја под углом од 15-20° где он и исклињава. На крајњем јужном делу Поље „Д“ угљени слој се повија, односно повлачи у Поље „Е“ под углом од 20-25°.
  Средња дебљина угљеног слоја је 32 метра и расте од севеног обода где је слој захваћен исклињењем и ерозијом, па је дебљина од 1-10 метара, према централном делу где је угаљ скоро уједначене дебљине и износи око 40 метара. Дебљина угљеног слоја у јужном делу има веће вредности, ту се јављају већи прослојци сиво-зелене глине и песка (раслојавање), тако да моћност угља достиже и до 75 метара.
  Подина угљеног слоја прати простирање и без већих је депресија, док повлата има благе таласасте контуре са већим и мањим депресијама изражене у промењивим вредностима апсолутних кота. Угљени слој Поља „Д“ прошаран је прослојцима јаловине:глине и песка. Њихова дебљина се креће од неколико центиметара до неколико метара, а могу се јавити у облику већих сочива. Глина је у прослојцима масна, пластична, маслинасто зелене боје. Песак је различите гранулације, сиве, сиво-жуте боје са фрагментима угља.
  Подину главног угљеног слоја Поља „Д“ представљају палеозојски шкриљци и дацити, односно творевине основног горја, преко којих залежу неогени:песковито-глиновити седименти панона и понтски седименти представљени глином, кварцним песком и глиновитим песком.
   Повлату угљеног слоја чине горњопонтски седименти и то:песковите глине, заглињени сиво-жути пескови и квартарне глине са прослојцима шлјунка и песка.

### Хидрогеолошке и инжењерскогеолошке карактеристике лежишта
У оквиру овог лежишта формирана су два типа издана: кровинска (или међуслојна генерално за цео „Колубарски“ басен ) и подинска издан (подински заглињени пескови).
   У средњезрним и ситнозрним песковима који изграђују подински колектор, формирана је подинска издан збијеног типа. Овај хидрогеолошки колектор по свом пространству и хидрогеолошким карактеристикама, као и издан формирана у њему, најзначајнији је фактор када се говори о хидрогеолошким условима експлоатације у лежисту Поља „Д“.
  Прихрањивање издани се обавља са северне стране, где алувијон Турије директно лежи преко доњепонтских пескова, што омогућава инфилтрацију површинских вода преко алувијона у подину.
  Издан се празни преко алувијона Колубаре, где су подински пескови откривени ерозијом, и касније заплављени квартарним седиментима. Посредно преко шљункова и пескова у већем делу долине, река Колубара дренира подински хидрогеолошки колектор.
  Кровински хидрогеолошки колектор на Пољу „Д“ изграђују заглињени пескови сиво-жуте боје. Овај литолошки члан са својством хидрогеолошког колектора налаз се изнад угља и јако песковитих, сиво-плавих глина, које уједно представљају хидрогеолошки изолатор и чине подину кровинског колектора.
  Прихрањивање и пражњење кровинске издани је према северозападу, односно, према алувијону реке Колубаре. Локални правци кретања воде су према дубоким јаругама и отвореном фронту радова на површинском копу Поље „Д“. 
   Заштита површинског копа од површинских и подземних вода обавља се стандардним објектима одводњавања: дренажни ровови, канали, водосабирници, цевоводи и пумпне станице.
    Са аспекта деостатичке стабилности, површински коп Поље „Д“ има сложене геотехничке услове у северном делу лежишта где се угљени слој као и пратећи седименти нагло повијају, док су у централном као и  јужном ободном делу услови знатно повољнији.
   На основу испитивања физичко – механичких карактеристика издвојених литолошких чланова, извршена је анализа стабилности косина и добијене су следеће вредности нагиба косина:
              -генерални нагиб завршне јужне косине је до 19°, нагиб северне завршне косине је 13°, а западне радне косине 14°.

## Резерве и квалитет угља
Према степену изражености утврђене резерве угља у лежишту су разврстане у А и Б категорију. Губици у лежишту приликом експлоатације износе 5%, а коефицијент откривке-укупна јаловина (мᵌ)/угаљ (т) је 2,42 мᵌ/т.
   Укупна производња откривке на површинском копу Поље „Д“ од 1961. до половине 2020. године износи 1.471.800.471 мᵌчм.
   Од 01.04.1966. до половине 2020. године ископано је 558.353.746 тона угља.

## Трагови у времену
Осим истраживања, пројеката, механизације, успешном раду у развоју Поља „Д“ у великој мери допринели су људи.Почев од оних првих тренутака, од прве анализе, прввве бушотине, преко прввве заоране бразде и закопане кашике, па до последњег грууумена до сада ископаног угља, кључну улогу имали су пре свега радници,Њихов ентузијазам, стручност, пожртвовање, стално усавршавање, допринели су да Поље „Д“ кроз протекле године постане оно што је данас.Највећи ослонац српске електропривреде, највећи произвођач лигнита у земљи, упркос свим протеклим и садашњим тешкоћама, упркос свим неповољним временским условима, зна само за рекорде.
   У развоју сваког колектива, поготово оног који се ближи шњстој деценији постојања, има људи који су „били први“, који су својим радом оставили неизбрисив траг, људи које вред поменути, чија сведочења не треба заборавити.
  Споменућемо оне који су „ударили темеље“ пола века дуге историје Поља „Д“.
У том низу незаобилазан је, најпре, рударски инжењер Лазар Смиљанић, који је био први управник овог копа.Живомир Бранковић-Труман и Садик Ануша закопали су прву бразду булдозером Д7/12, ћиме су започели историју успешног рада Поља „Д“.Много је још радника који су по нечему били први на Пољу „Д“.Међу њима су и Момчило Симоновић, дипломирани рударски инжењер, који је био на челу „Колубаре“ у време када је отворено Поље „Д“,дипломирани грађевински инжењер Радован Сокић који се налазио на челу Режијског одбора Поља „Д“, а шеф надзорне групе копа био је Фердинанд Копрић,дипломирани рударски инжењер рударства.Поред ових људи у скоро шест дугих деценија постојања смењивали се многобројни радници, управници, директори, који су својим знањем исписали историју.Ипак Поље „Д“ се ближи крају своје приче, која ће свакако остати у историји српског рударства.

## Велике хаварије
Прва већа хаварија на Пољу „Д“ догодила се 24. јануара 1972. године на роторном багеру, који се у пракси зове „глодар“ 1. До ње је дошло услед савијања носача радног точка. Великим залагањем надзорног-техничког особља, посаде „јединице“, радника на транспорту и помоћној механизацији, багер је за непуних месец дана оспособљен за производњу.
„Глодар“ 7, који је синоним Поља „Д“ популарно назван „плава птица“, укључен је у производњу августа 1977. године. Све до 1993. године, без застоја, откопао је милионе тона лигнита. Јула 1993. године „пала птица“ је пала на ремонтном плацу, када су изгорела главна носећа челична ужад. Оштећени су витални делови багера, а ватрогасци су били немоћни да угасе пожар.На срећу, повређених није било.
После замене виталних делова конструкције и поправке деформисаних, „глодар“ 7 се враћа на БТУ систем потпуно ревитализован фебруара 1995. Колики је значај овог багера у производњи колубарског „црног злата“, јасно говоре цифре- за 30 година рада, „глодар“ 7 откопао је близу 160 милиона тона угља, а највећа годишња производња од око 7,5 милиона тона забележена је 2004. године.
Исте године када је „плава птица“ враћена у живот, Поље „Д“ остаје без „глодара“ 2. Пожар који је током ноци 6, априла 1995. године захватио трачни транспортер и инсталације, брзо се проширио на главне делове багера, што је изазвало прегревање сајли и рушење машине. И овде је била „срећа у несрећи“ да је посада „двојке“ прошла без последица. Ревитализовани „глодар“ 2 укључен је у производњу августа 2004. године. Ипак највећа хаварија и за Поље „Д“ и за „Колубару“ догодила се 3, децембра 2005. године на „глодару“ 9. Том приликом тројица радника задобили су тешке, а двојица лакше повреде. На сву срећу нико од чланова посаде није изгубио живот. “Глодар“ 9 после ревитализације пустен је у рад октобра 2010. године.

## Број запослених
Поље „Д“ започело је 1961. године своју шест деценија дугу историју производње откривке са 229 радника, од којих је већина прешла са тадашњег Поља „Б“.
После пет година, 1966, када је на овом копу почело откопавање угља, број запослених био је 473.Са развојем копа, повећао се и број радника.Са обележавањем прве деценије рада, 1971, године, на Пољу „Д“ било је 775 запослених. Десет година касније, 1981, тај број се повећао на 2059.
Године 1991. на овом копу било је запослено 3149 радника, заим тај број почиње полако да се смањује, тако да је 2001. године на Пољу „Д“ било 2847 радника. Данас на овом копу ради 2142 радника.